# Värmländska Ingenjörsföreningen
Värmländska Ingenjörsföreningen är en ideell förening öppen för ingenjörer och andra personer med anknytning till Värmland och intresse för teknik. 
Föreningen grundades 1917 i Karlstad och har till syfte att vara ett nätverk för ingenjörer och andra teknikintresserade i Värmland.
Vid medlemsmöten, vanligen 4-5 gånger per år, som oftast förläggs i samband med studiebesök vid något företag, industri eller institution, får medlemmarna information om aktuell verksamhet och tillfälle till att knyta och underhålla kontakter.
Föreningen disponerar även en stipendiefond som årligen delar ut stipendier till framgångsrika elever vid tekniska och naturvetenskapliga utbildningar i Värmland.
Värmländska Ingenjörsföreningen har under sin existens varit en viktig kontaktyta mellan teknikintresserade och näringslivet och framstående företagsledare har uppträtt som föredragsshållare vid föreningens möten.  Bland föreningens gamla styrelseledamöter märks Klas Pallin och Lennart Thorngren.

## Fotnoter
1. ↑  Tekniska föreningar i Nordisk familjebok (andra upplagan, 1919)
2. ↑  Schyman, Iwan: "Christian Storjohann. Mannen som byggde Billerud." Bok och Bild, Stockholm 1968, sid 74, 78, 84.
3. ↑  Värmländska Ingenjörsföreningen i Teknisk Tidskrift (1932), Allmänna avdelningen